# Hullankallu, Kolar
Hullankallu là một làng thuộc tehsil Kolar, huyện Kolar, bang Karnataka, Ấn Độ.